# Hustle (filme de 2022)
Hustle (bra: Arremessando Alto) é um filme de drama esportivo norte-americano de 2022 dirigido por Jeremiah Zagar e com roteiro de Taylor Materne e Will Fetters. O filme é estrelado por Adam Sandler como um olheiro da NBA que descobre um jogador bruto, mas talentoso na Espanha (Juancho Hernangómez) e tenta prepará-lo para o draft da NBA. O atual jogador do Minnesota Timberwolves, Anthony Edwards, interpreta o principal antagonista, Kermit Wilts. Queen Latifah, Ben Foster e Robert Duvall também estrelam, enquanto LeBron James atua como produtor através da SpringHill Company.
O filme foi lançado pela Netflix em 3 de junho de 2022. Ele estreou com aclamação da crítica, com elogios ao desempenho de Sandler e algumas das melhores críticas de sua carreira até o momento, além de sua primeira indicação ao Screen Actors Guild Award — de Melhor Ator Principal.

## Elenco
- Adam Sandler como Stanley Sugerman, olheiro e treinador dos 76ers
- Queen Latifah como Teresa Sugerman, esposa de Stanley Sugerman
- Ben Foster como Vince Merrick, filho de Rex e co-proprietário do 76ers
- Juancho Hernangómez como Bo Cruz, jogador de basquete de Stanley recrutado da Espanha
  - Silas Graham como o jovem Bo Cruz
- Robert Duvall como Rex Merrick, pai de Vince e proprietário do 76ers
- Jordan Hull como Alex Sugerman, filha de Stanley
- Heidi Gardner como Kat Merrick, filha de Rex
- María Botto como Paola Cruz, mãe de Bo
- Ainhoa Pillet como Lucia Cruz, filha de Bo
- Anthony Edwards como Kermit Wilts, um jogador e rival de Bo
- Kenny Smith como Leon Rich, um agente esportivo e amigo de Stanley
- Fat Joe como ele mesmo
- Jaleel White como Blake

Vários jogadores e treinadores atuais e antigos da NBA retratam a si mesmos ou outros personagens. Trae Young, Jordan Clarkson, Khris Middleton, Aaron Gordon, Kyle Lowry, Seth Curry, Luka Doncic, Tobias Harris, Tyrese Maxey, Matisse Thybulle, Aaron McKie, Julius Erving, Charles Barkley, Shaquille O'Neal, Allen Iverson, Dirk Nowitzki, Brad Stevens, Doc Rivers, Dave Joerger, Mark Jackson, Sergio Scariolo, José Calderón, Leandro Barbosa, Álex Abrines e Maurice Cheeks se retratam, enquanto Boban Marjanovic interpreta o "Grande Sérvio" e Moritz Wagner o alemão "Haas". As lendas do street ball Grayson "The Professor" Boucher, Larry "Bone Collector" Williams e Waliyy "Main Event" Dixon aparecem. Também aparecem jogadores da seleção espanhola como: Felipe Reyes, Piere Oriola e o irmão de Juancho, Willy Hernangómez.

## Produção
Em maio de 2020, Adam Sandler se juntou ao elenco do filme, com Jeremiah Zagar dirigindo a partir de um roteiro de Taylor Materne e Will Fetters, com a Netflix pronta para distribuir. Sandler tinha visto a estreia do longa-metragem narrativo de Zagar em 2018, We the Animals, e pediu a ele para dar uma olhada no roteiro de Hustle. Zagar estava inicialmente hesitante, antes de ficar intrigado com a ideia de usar o basquete de maneira cinematográfica e assinar o projeto.
Em setembro de 2020, Queen Latifah anunciou que se juntou ao elenco do filme. Em outubro de 2020, Robert Duvall, Ben Foster, Juancho Hernangómez, Jordan Hull, María Botto, Ainhoa Pillet, Kenny Smith e Kyle Lowry se juntaram ao elenco do filme.
As filmagens começaram na Filadélfia em outubro de 2020 e continuaram na Coatesville Area High School, na Pensilvânia. Muitas escolas e universidades da Filadélfia foram usadas como locação, incluindo a Tom Gola Arena da La Salle University, onde a cena do Draft Combine foi filmada, e o Liacouras Center da Temple University, onde o personagem de Sandler é retratado jogando basquete universitário. Filmagens adicionais ocorreram em Camden, Nova Jersey.

## Recepção
No site agregador de críticas Rotten Tomatoes, o filme possui um índice de aprovação de 92%, baseado em 134 críticas com uma classificação média de 7/10. O consenso do site diz: "Hustle não tem movimentos sofisticados, mas não precisa deles - o charme de homem comum de Adam Sandler torna esse filme fácil e divertido de assistir". O Metacritic, que usa uma média ponderada, atribuiu ao filme uma pontuação de 68 em 100, com base em 40 críticos, indicando "críticas geralmente favoráveis".